# Râul Sota
Sota este un râu situat în partea nordică a Beninului. Are o lungime de 250 km și se varsă în Niger în dreptul localității Malanville.